# Encyclia ambigua
Encyclia ambigua là một loài lan trong chi Encyclia.